# اندیس بلبلی (۲)
بلبلی (۲) یک اندیس فلزی است که در حوالی شهر چار گنبد استان کرمان قرار دارد و مادهٔ معدنی موجود در آن، مولیبدنیت است.  